# بوكانان (ويسكونسن)
بوكانان (بالإنجليزية: Buchanan, Wisconsin)‏ هي بلدة تقع بولاية ويسكونسن في الولايات المتحدة. تبلغ مساحتها 43.8 (كم²)، وترتفع عن سطح البحر 219 م، بلغ عدد سكانها 5827 نسمة في عام 2000 حسب إحصاء مكتب تعداد الولايات المتحدة وتصل الكثافة السكانية فيها 135.6 نسمة/كم2.

## وصلات خارجية
- Town of Buchanan, Wisconsin
- The US50 - Cities and Towns in Wisconsin State
- Wisconsin Cities and Towns, Facts, Map, Flag, Colleges, Government, and More